# جوي سوس بيلوني
جوي سوس بيلوني (بالفرنسية: Gouy-sous-Bellonne)‏ هي بلدية تقع في إقليم باد كاليه من منطقة نور با دو كاليه في شمال فرنسا. تبلغ مساحة هذه المدينة 5.47 (كم²)، وترتفع عن سطح البحر 54 م، يبلغ عدد سكانها 1258 نسمة حسب إحصاء المعهد الوطني للإحصاء والدراسات الاقتصادية سنة 2009 م. وترأس Jean-Marie Hermant البلدية خلال فترة (2008-2014).